# بومة كميت
بومة كُميت أو فوديل (الاسم العلمي: Phodilus)، جنس طير من الكواسر من فصيلة الهامة. أنواعه اثنان، تمتد مواطنه من وسط إفريقيا إلى شبه القارة الهندية وحتى جنوب شرق آسيا والأرخبيل الإندونيسي..